# 3 000 mètres steeple féminin aux championnats du monde d'athlétisme 2013
Navigation
Daegu 2011 Pékin 2015
L'épreuve du 3 000 mètres steeple féminin des championnats du monde de 2013 s'est déroulée les 10 au 13 août 2013 dans le Stade Loujniki, le stade olympique de Moscou, en Russie. elle est remportée par la Kényane Milcah Cheywa.

## Critères de qualification
Pour se qualifier pour les Championnats (minima A), il fallait avoir réalisé moins de 9 min 43 s 00 entre le 1er octobre 2012 et le 29 juillet 2013. Le minima B est de 9 min 48 s 00.

## Records et performances

### Records
Les records du 3 000 m steeple femmes (mondial, des championnats et par continent) étaient avant les championnats 2013 les suivants. 
| Record                    | Athlète                  | Pays       | Temps         | Lieu                 | Date            |
| ------------------------- | ------------------------ | ---------- | ------------- | -------------------- | --------------- |
| Record du monde           | Gulnara Samitova-Galkina | Russie     | 8 min 58 s 81 | Pékin, Chine         | 17 août 2008    |
| Record des championnats   | Yekaterina Volkova       | Russie     | 9 min 06 s 57 | Osaka, Japon         | 27 août 2007    |
| Record d'Afrique          | Eunice Jepkorir          | Kenya      | 9 min 07 s 41 | Pékin, Chine         | 17 août 2008    |
| Record d'Asie             | Liu Nian                 | Chine      | 9 min 26 s 25 | Wuhan, Chine         | 2 novembre 2007 |
| Record d'Amérique du Nord | Jennifer Barringer       | États-Unis | 9 min 12 s 50 | Berlin, Allemagne    | 17 août 2009    |
| Record d'Amérique du Sud  | Sabine Heitling          | Brésil     | 9 min 41 s 22 | Londres, Royaume-Uni | 25 juillet 2009 |
| Record d'Europe           | Gulnara Samitova-Galkina | Russie     | 8 min 58 s 81 | Pékin, Chine         | 17 août 2008    |
| Record d'Océanie          | Donna MacFarlane         | Australie  | 9 min 18 s 35 | Oslo, Norvège        | 6 juin 2008     |

### Meilleures performances de l'année 2013
Les dix coureurs les plus rapides de l'année sont, avant les championnats (au 27 juillet 2013), les suivants.
| Rang | Athlète                | Pays     | Temps         | Lieu          | Date            |
| ---- | ---------------------- | -------- | ------------- | ------------- | --------------- |
| 1    | Lydia Chepkurui        | Kenya    | 9 min 13 s 75 | Doha          | 10 mai 2013     |
| 2    | Milcah Chemos Cheywa   | Kenya    | 9 min 14 s 17 | Monaco        | 19 juillet 2013 |
| 3    | Sofia Assefa           | Éthiopie | 9 min 14 s 61 | Doha          | 10 mai 2013     |
| 4    | Hiwot Ayalew           | Éthiopie | 9 min 17 s 60 | Doha          | 10 mai 2013     |
| 5    | Etenesh Diro           | Éthiopie | 9 min 17 s 78 | Doha          | 10 mai 2013     |
| 6    | Purity Cherotich Kirui | Kenya    | 9 min 19 s 42 | Doha          | 10 mai 2013     |
| 7    | Habiba Ghribi          | Tunisie  | 9 min 22 s 20 | Doha          | 10 mai 2013     |
| 8    | Lydia Rotich           | Kenya    | 9 min 26 s 31 | Doha          | 10 mai 2013     |
| 9    | Almaz Ayana            | Éthiopie | 9 min 27 s 49 | Montbéliard   | 6 juin 2013     |
| 10   | Yuliya Zaripova        | Russie   | 9 min 28 s 00 | Kazan, Russie | 10 juillet 2013 |

## Résultats

### Finale
| Rang               | Athlète               | Pays        | Temps          | Notes |
| ------------------ | --------------------- | ----------- | -------------- | ----- |
| Médaille d'or      | Milcah Chemos Cheywa  | Kenya       | 9 min 11 s 65  | WL    |
| Médaille d'argent  | Lydia Chepkurui       | Kenya       | 9 min 12 s 55  | PB    |
| Médaille de bronze | Sofia Assefa          | Éthiopie    | 9 min 12 s 84  | SB    |
| 4                  | Hiwot Ayalew          | Éthiopie    | 9 min 15 s 25  | SB    |
| 5                  | Etenesh Diro Neda     | Éthiopie    | 9 min 16 s 97  | SB    |
| 6                  | Hyvin Kiyeng Jepkemoi | Kenya       | 9 min 22 s 05  | PB    |
| 7                  | Valentyna Zhudina     | Ukraine     | 9 min 33 s 73  |       |
| 8                  | Antje Möldner-Schmidt | Allemagne   | 9 min 34 s 06  |       |
| 9                  | Gesa Felicitas Krause | Allemagne   | 9 min 37 s 11  | SB    |
| 10                 | Eilish McColgan       | Royaume-Uni | 9 min 37 s 33  |       |
| 11                 | Diana Martin          | Espagne     | 9 min 38 s 30  | SB    |
| 12                 | Natalya Gorchakova    | Russie      | 9 min 38 s 57  | SB    |
| 13                 | Ancuta Bobocel        | Roumanie    | 9 min 53 s 35  |       |
| 14                 | Silvia Danekova       | Bulgarie    | 9 min 58 s 57  |       |
| 15                 | Salima Elouali Alami  | Maroc       | 10 min 08 s 36 |       |

### Séries
| Rang | Athlète               | Pays       | Temps          | Notes  |
| ---- | --------------------- | ---------- | -------------- | ------ |
| 1    | Milcah Chemos Cheywa  | Kenya      | 9 min 36 s 16  | (Q)    |
| 2    | Hyvin Kiyeng Jepkemoi | Kenya      | 9 min 36 s 19  | (Q) SB |
| 3    | Sofia Assefa          | Éthiopie   | 9 min 36 s 66  | (Q)    |
| 4    | Valentyna Zhudina     | Ukraine    | 9 min 37 s 79  | (Q)    |
| 5    | Salima Elouali Alami  | Maroc      | 9 min 39 s 95  | (Q)    |
| 6    | Gesa Felicitas Krause | Allemagne  | 9 min 42 s 19  | (q)    |
| 7    | Amina Bettiche        | Algérie    | 9 min 45 s 50  |        |
| 8    | Sandra Eriksson       | Finlande   | 9 min 45 s 57  |        |
| 9    | Shalaya Kipp          | États-Unis | 9 min 45 s 97  |        |
| 10   | Beverly Ramos         | Porto Rico | 9 min 49 s 60  |        |
| 11   | Lyudmila Lebedeva     | Russie     | 9 min 50 s 64  |        |
| 12   | Sudha Singh           | Inde       | 9 min 51 s 05  |        |
| 13   | Charlotta Fougberg    | Suède      | 9 min 59 s 17  |        |
| 14   | Natalya Aristarkhova  | Russie     | 10 min 10 s 26 |        |

| Rang | Athlète                  | Pays        | Temps         | Notes  |
| ---- | ------------------------ | ----------- | ------------- | ------ |
| 1    | Etenesh Diro Neda        | Éthiopie    | 9 min 24 s 02 | (Q)    |
| 2    | Lydia Chepkurui          | Kenya       | 9 min 24 s 19 | (Q)    |
| 3    | Hiwot Ayalew             | Éthiopie    | 9 min 24 s 49 | (Q)    |
| 4    | Antje Möldner-Schmidt    | Allemagne   | 9 min 29 s 27 | (Q) SB |
| 5    | Silvia Danekova          | Bulgarie    | 9 min 35 s 66 | (Q) NR |
| 6    | Ancuta Bobocel           | Roumanie    | 9 min 35 s 78 | (q) SB |
| 7    | Eilish McColgan          | Royaume-Uni | 9 min 35 s 82 | (q) PB |
| 8    | Diana Martin             | Espagne     | 9 min 39 s 22 | (q) SB |
| 9    | Natalya Gorchakova       | Russie      | 9 min 42 s 12 | (q)    |
| 10   | Katarzyna Kowalska       | Pologne     | 9 min 44 s 12 |        |
| 11   | Ashley Higginson         | États-Unis  | 9 min 45 s 78 | SB     |
| 12   | Gladys Jerotich Kipkemoi | Kenya       | 9 min 54 s 22 |        |
| 13   | Nicole Bush              | États-Unis  | 9 min 58 s 03 |        |
|      | Fabienne Schlumpf        | Suisse      | DQ            |        |
|      | Bouaasayriya Kaltoum     | Maroc       | DQ            |        |

## Légende
Records et Performances
- AR : Record continental (area record)
- CR : Record des championnats (championship record)
- MR : Record du meeting (meet record)
- NR : Record national (national record)
- OR : Record olympique (olympic record)
- PR : Record paralympique (paralympic record)
- PB : Record personnel (personal best)
- SB : Meilleure performance personnelle de la saison (season's best)
- WL : Meilleure performance mondiale de l'année (world leader)
- WJR : Record du monde junior (world junior record)
- WR : Record du monde (world record)

Circonstances et Conditions
- DNF : N'a pas terminé (did not finish)
- DNS : N'a pas pris le départ (did not start)
- DQ : Disqualification (disqualification)
- NM : Aucun essai valable enregistré (No Mark)
- Q : Qualifié « directement » au prochain tour (ou à la prochaine compétition), lors d'une compétition majeure, grâce au classement ou à la réalisation des minima (automatic qualifier)
- q : Qualifié au prochain tour (ou à la prochaine compétition), lors d'une compétition majeure, grâce au repêchage ou à la réalisation de l'une des meilleures performances parmi celles des « non qualifiés directement » (grâce au meilleur temps ou à la meilleure distance par exemple) (secondary qualifier)